# Fosa mesoamericana

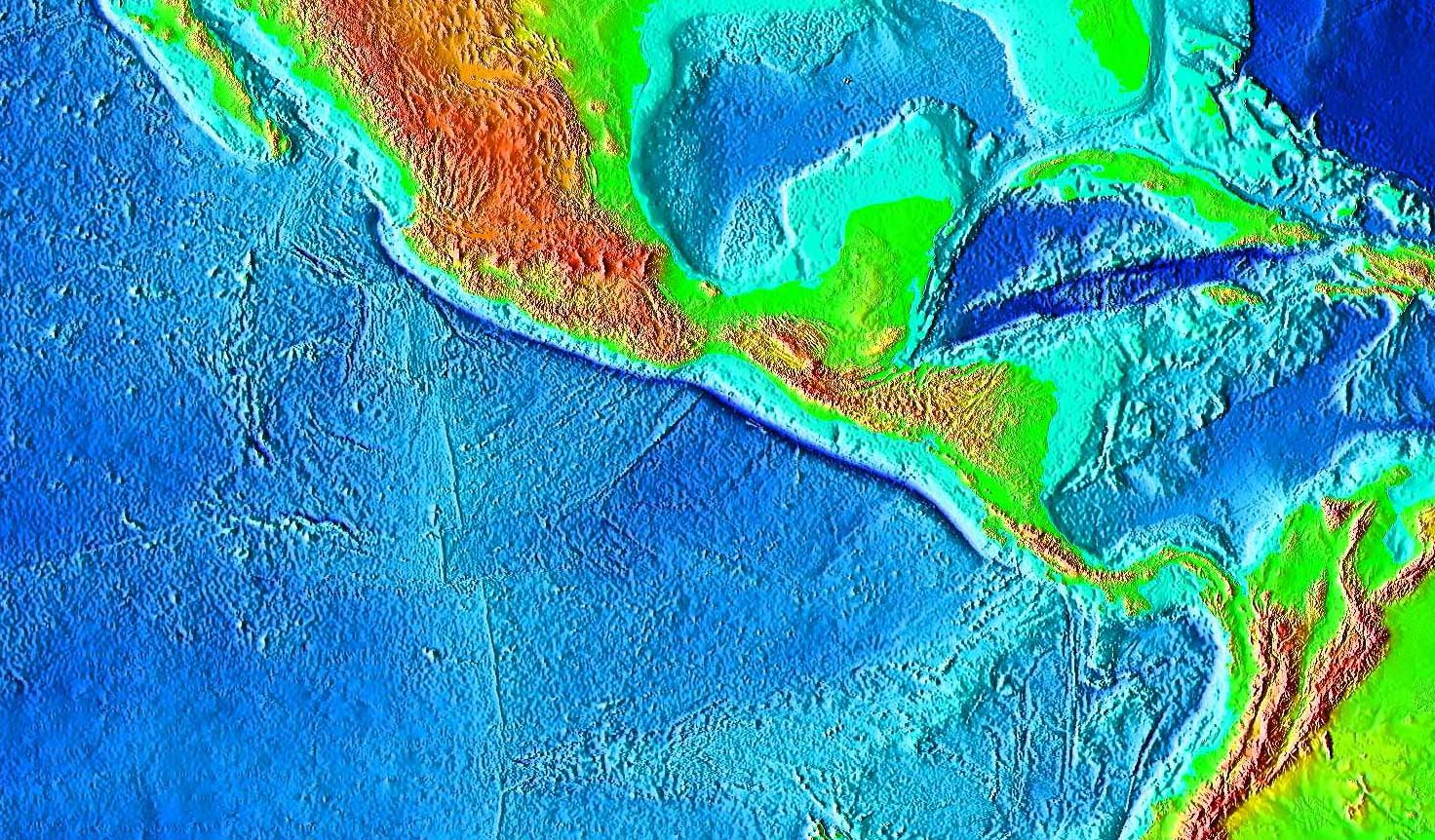

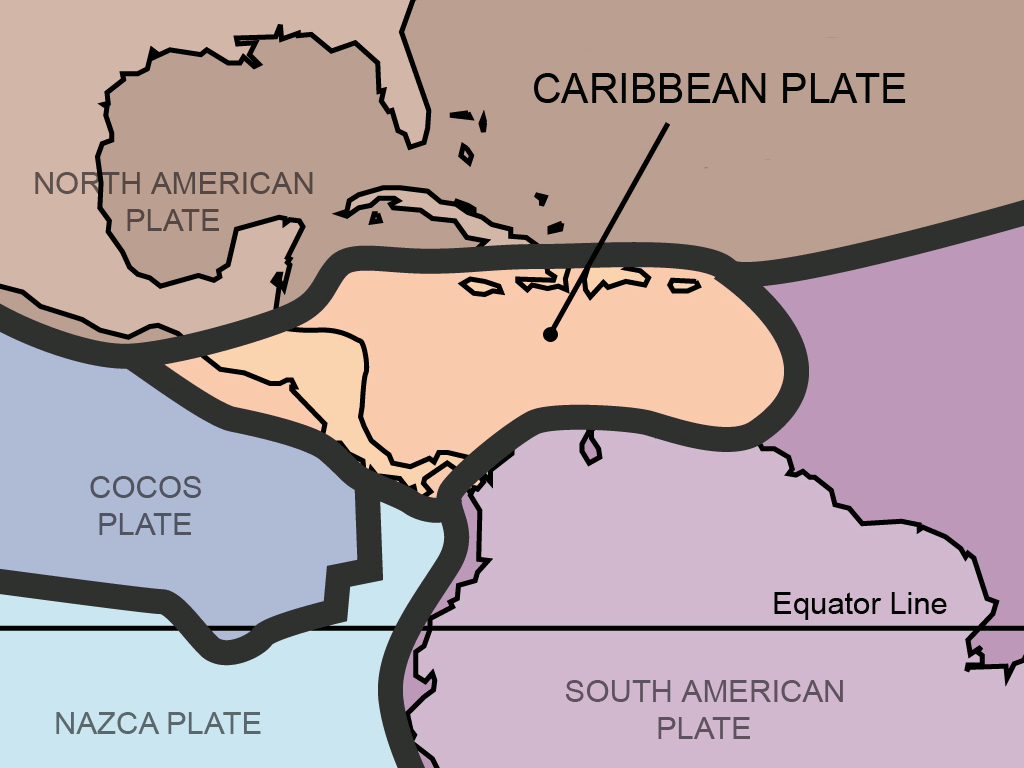
La fosa está situada en el punto de convergencia de la placa de Cocos con las placas de Nazca, Norteamericana, y Caribe.

La fosa Mesoamericana o fosa Centroamericana es una fosa oceánica situada en el océano Pacífico oriental, a lo largo del litoral de América Central. Se extiende desde México central hasta Costa Rica. La fosa tiene una longitud de 2.750 km y una profundidad máxima de 6.669 m. En cuanto a profundidad, es la fosa número 18 a nivel mundial.  
La fosa es una zona de subducción importante y forma el límite tectónico entre la placa de Cocos y las placas de Nazca, Norteamericana, y Caribe. Muchos terremotos fuertes han ocurrido en esta zona.

## División
La fosa Mesoamericana se divide en las secciones norte y sur. Sin embargo, esta división no es la misma en su lado mar adentro y su lado tierra adentro. Mar adentro, la sección norte, llamada trinchera de Acapulco, corre del estado de Jalisco hacia la dorsal de Tehuantepec; y la sección sur, llamada fosa de Guatemala, que corre de la dorsal de Tehuantepec a la falla de Galápagos. Tierra adentro, la división está demarcada a lo largo del sistema de fallas Polochic-Motagua, límite entre las placas Norteamericana y del Caribe. El punto de división tierra adentro está aproximadamente a 400 km al este del lado que está mar adentro.